# جان نوفيل
جون نوفيل (بالفرنسية: Jean Nouvel)‏ هو مهندس معماري فرنسي، (مواليد 12 أغسطس 1945 في فومال (لو و غارون) في فرنسا). حاز في 2005 على جائزة وولف في الفن، جائزة آغاخان للعمارة، وفي 2008 على جائزة بريتزكر والتي تعد أهم الجوئز المعمارية العالمية عن مجمل أعماله التي تعدت ال200 مشروع. كما تعرض عدد من المتاحف والمعارض المعمارية نماذج من أعماله.

## حياته وبدايته
بعد نهاية دراسته المعمارية في مدرسة الفنون الجميلة في باريس أسس في سبعينيات القرن العشرين مع فرانسوا زيغينيور أول مكتب له.

## أعماله

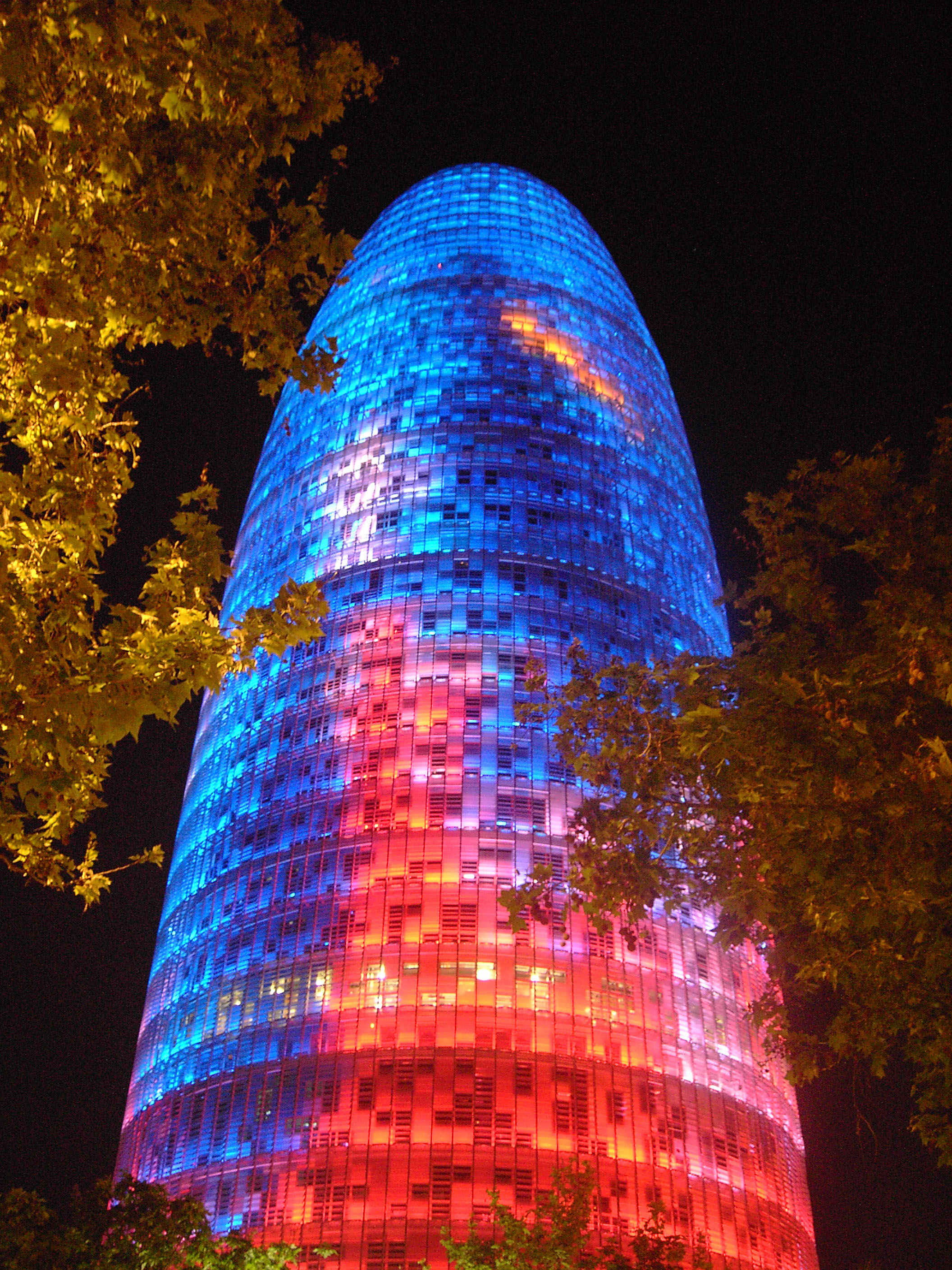
توري أغبار في برشلونة، إسبانيا.

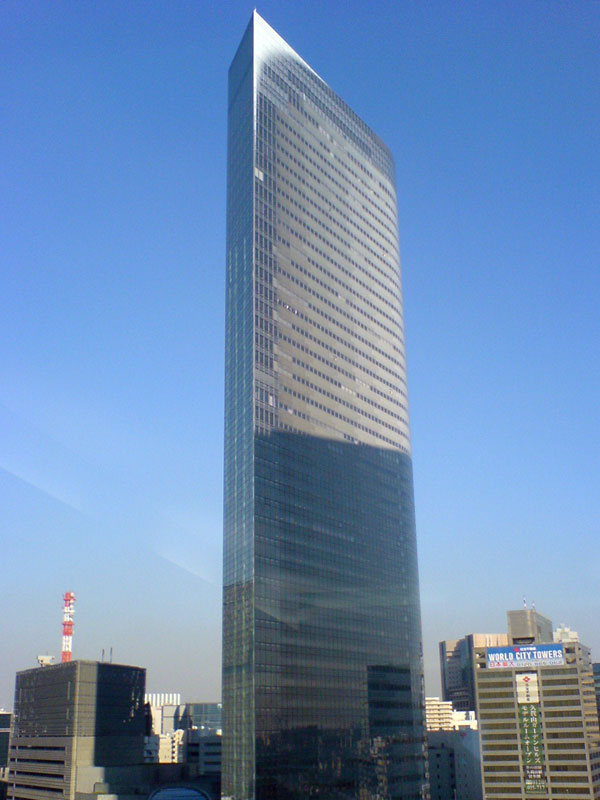
برج دنتسو في طوكيو، اليابان.

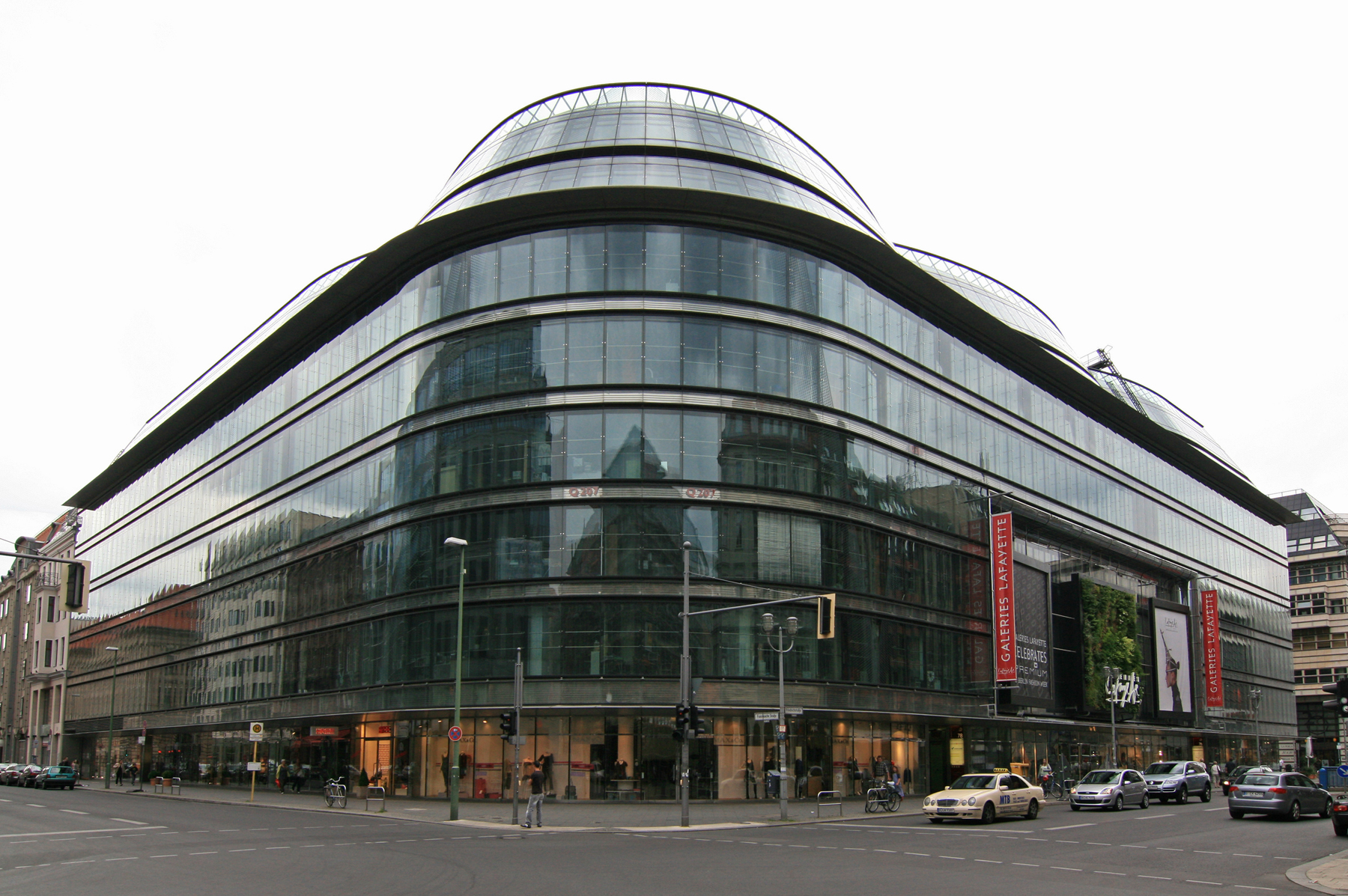
غاليري لافاييت برلين في برلين، ألمانيا.

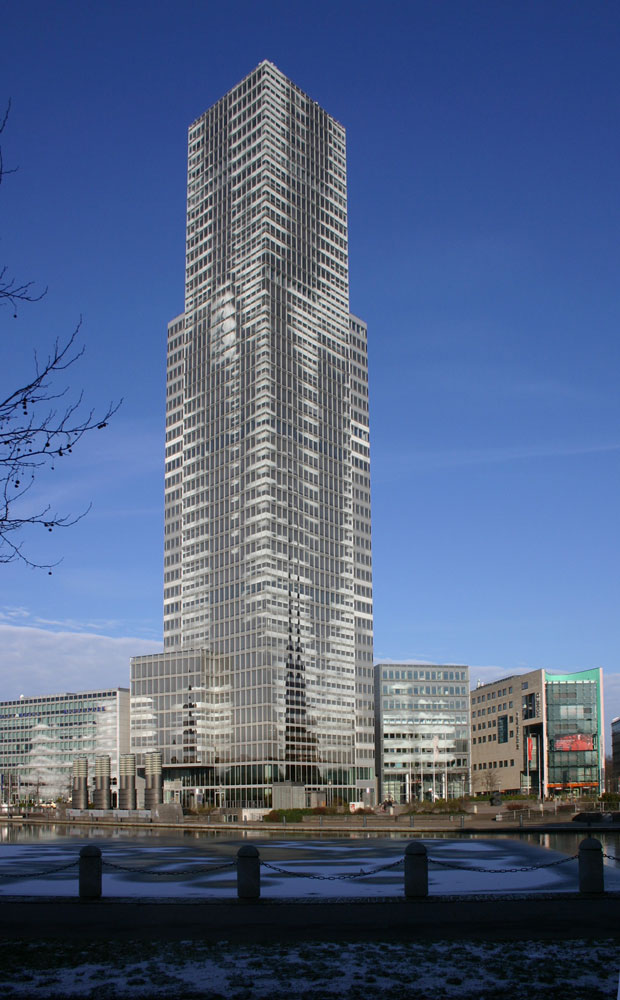
برج كولونيا في كولونيا، ألمانيا.

### أعمال منتهية
| عمل جان في تصميم مبانى حول العالم وهي: - 1976: مركز فال نوتر دام الطبي والجراحي في بزون (فال دواز) ( فرنسا). - 1978: المعهد الثانوي أن فرانك في أنطوني (هوت دو سين) ( فرنسا). - 1981-1987: معهد العالم العربي في باريس ( فرنسا). - 1983: المسرح البلدي في بلفور ( فرنسا). - 1985-1987: نيموسوس 1 (144 منزل) في نيم ( فرنسا). - 1986-1994: تجديد أوبرا ليون في ليون ( فرنسا). - 1986: مجمع لوزار متعدد الرياضات في نوازيال (سين ومارن) ( فرنسا). - 1987-1989: فرندق سان جايمس في بولياك (جيروند) ( فرنسا). - 1988: معهد المعلومات العلمية والتقنية في فاندوفر ليه نانسي (مورت وموزيل ( فرنسا). - 1988: قاعة أونيكس في سانت إربلان (لوار الأطلسية) ( فرنسا). - 1990: مركز تور الدولي للمؤتمرات في تور ( فرنسا). - 1991: قطب لانو في ليموج ( فرنسا). - 1991-1995: غاليري لافاييت برلين في برلين ( ألمانيا). - 1994: مؤسسة كارتييه للفن المعاصر في باريس ( فرنسا). - 1995: المركز التجاري أوراليل مع ريم كولهاس في ليل ( فرنسا). - 1998: برج دنتسو في طوكيو ( اليابان). - 1999: قصر لوسرن للثقافة والفنون في لوسرن ( سويسرا). - 2000: قصر عدالة نانت الجديد في نانت ( فرنسا). - 1998-2002: أرتبلاج في المعرض الوطني السويسري 2002 في مورتين ( سويسرا). - 1999-2001: برج كولونيا في كولونيا ( ألمانيا). | - 1999-2001: تجديد غازوماتر فيينا ( النمسا). - 2001: توسيع المتحف الوطني مركز الملكة صوفيا للفن في مدريد ( إسبانيا). - 2002: مونوليت في المعرض الوطني السويسري 2002 في مورتين ( سويسرا). - 2001: أبواب كنسية سانت ماري في صارلا لا كانيدا دوردونيي ( فرنسا). - 2001-2003: توري أغبار في برشلونة ( إسبانيا). - 2003: متهف فيزونا في بيريغو دوردونيي ( فرنسا). - 2003-2008: قاعة كوبنهاغن السيمفونية ( الدنمارك). - 2006: مسرح غوثري في منيابولس ( الولايات المتحدة). - 2006: متحف برانلي في باريس ( فرنسا). - 2007: المقر الرسمي لشركة ريشمون في جنيف ( سويسرا). - 2008: المجمع المائي ليه بان ديه دوك في لو هافر ( فرنسا). - 2008: برج الدوحة في الدوحة ( قطر). - 2008-2009: المشاركة في استشارة إنشاء باريس متروبول في باريس ( فرنسا). - 2010: بناية إتش أند أم 88-90 شارع الشانزلزيه في باريس ( فرنسا). - 2010: 100 الشارع الحادي عشر في نيويورك ( الولايات المتحدة). - 2010: سوفيتال فيينا ستيفانسدوم ستيلورك في فيينا ( النمسا). - 2011: مبنى بلدية مونبلييه الجديد في مونبلييه ( فرنسا). - 2011: مسرح الأرخبيل في بيربينيا ( فرنسا). - 2015: فيلهارمونية باريس في باريس ( فرنسا). |

### مشاريع حالية
- 2008: لا مارساياز، برج طوله 135 متر يقع ضمن حي أوروميديتارانيه في مارسيليا في فرنسا.
- 2008: برج الزجاج، برج ذو 75 طابق في نيويورك في الولايات المتحدة.
- 2008: لوفر أبوظبي في أبوظبي في الإمارات العربية المتحدة.
- 2010: تهيئة جزيرة سوغان في بولون-بيانكور في فرنسا.
- 2010: كاب مايل، برج سكني واسع في رين في فرنسا.
- 2011: قصر ريال في بيارفو دو فار (فار) في فرنسا.
- 2011: تجديد معهد الأمراض الوراثية إيماجين في باريس في فرنسا.
- 2011: تجديد حي الإقامة الجامعية جان زاي في أنطوني (هوت دو سين) في فرنسا.
- 2012: تجديد عدة أقسام من قصر دومينيك في سانت إيميليون (جيروند) في فرنسا.
- 2014: البرج الأزرق الجديد التابع لمركز شرطة شارلوروا في بلجيكا.
- 2015: متحف قطر الوطني الجديد الذي يشبه زهرة الصحراء.
- 2017: 5 محطات قطارات لمشروع سيفا بين محطة جينيف كورنافان ومحطة أنماس في فرنسا وبلجيكا.
- 2018: مشروع برج ديو الذي يتكون من برجين، 175 متر و115 متر في باريس الضفة اليسارية في باريس في فرنسا.
- 2018: مشروع زهرة شربورغ في وهو برج مكاتب وبرج سكني في حي لا ديفونس في باريس في فرنسا.

### مشاريع غير مقامة
- 1989: البرج بدون نهاية (425 متر و100 طابق) في لا ديفونس في باريس في فرنسا.
- 1990: ملعب سان دوني الكبير (رفض من قبل الحكومة) في باريس في فرنسا.
- 2002: متحف غوغنهايم في ريو دي جانيرو في البرازيل.
- 2008: برج سينيال (301 متر و71 طابق) في لا ديفونس في باريس في فرنسا.

## الجوائز
| - 1983: الميدالية الفضية من جائزة أكاديمية الهندسة المعمارية الفرنسية من قبل أكاديمية الهندسة المعمارية. - 1983: دكتوراه شرفية من قبل جامعة بوينس آيرس. - 1987: فارس وسام الاستحقاق الوطني الفرنسي. - 1987: الجائزة الكبرى الوطنية للهندسة المعمارية. - 1987: جائزة آغا خان للعمارة عن معهد العالم العربي. - 1987: جائزة المثلث قائم الزواية الفضي عن معهد العالم العربي. - 1990: جائزة السجل المعماري عن فندق سان جايمس. - 1993: زميل فخري من قبل الجمعية الأمريكية للمعماريين. - 1995: زميل فخري من قبل المعهد الملكي للمعماريين البريطانيين. - 1997: قائد وسام الفنون والآداب الفرنسي. - 1998: الميدالية الذهبية من جائزة أكاديمية الهندسة المعمارية الفرنسية من قبل أكاديمية الهندسة المعمارية. - 2000: جائزة الأسد الذهبي من قبل معرض البندقية الدولي للفن المعاصر. - 2001: الميدالية الذهبية الملكية للهندسة المعمارية من قبل المعهد الملكي للمعماريين البريطانيين. - 2001: جائزة فرانشيسكو بوروميني الدولية للهندسة المعمارية. - 2001: المكافأة الإمبراطورية من قبل الجمعية اليابانية للفنون الجميلة. | - 2002: فارس وسام جوقة الشرف الفرنسي. - 2002: الزميل الفخري من قبل الكلية الملكية للفنون. - 2003: الجائزة الأولى في العمارة الدولية من قبل اليونسكو لمجمل أعماله. - 2005: جائزة وولف في الفن من قبل جائزة وولف. - 2006: جائزة أرنولد برونر التذكارية في العمارة. - 2006: كرة الكريستال لأفضل معماري. - 2006: دكتوراه شرفية من قبل كلية كوبا العليا للفنون. - 2006: جائزة ناطحات السحاب الدولية عن توري أغبار. - 2006: ضابط وسام الاستحقاق الوطني الفرنسي. - 2006: كرة الكريستال الشرفية. - 2008: جائزة بريتزكر. - 2010: ضابط وسام جوقة الشرف الفرنسي. - 2012: أفضل بناية في العالم والشرق الأوسط وأفريقيا عن برج المكاتب في الدوحة. - 2013: دكتوراه شرفية من قبل جامعة لوفان المسيحية. |

## وصلات خارجية
- جان نوفيل على موقع الموسوعة البريطانية (الإنجليزية)
- جان نوفيل على موقع مونزينجر (الألمانية)

- Jean Nouvel -الموقع الرسمي
- المهندس المعماري الفرنسي جان نوفيل: التكنولوجيات الجديدة تسمح بالكذب بشكل أفضل يورونيوز.